# Rivière Kazan
Pour les articles homonymes, voir Kazan (homonymie).
La rivière Kazan dont le nom inuit est Harvaqtuuq (« perdrix blanche ») est un cours d'eau faisant partie du réseau des rivières du patrimoine canadien situé dans le territoire canadien du Nunavut. La rivière prend sa source dans le Nord de la Saskatchewan et coule vers le nord sur une distance d'environ 1 000 km en passant par le lac Kasba avant de se jeter dans le lac Baker et de rejoindre la baie d'Hudson.